# Trentasei vedute del Monte Fuji (Hiroshige)

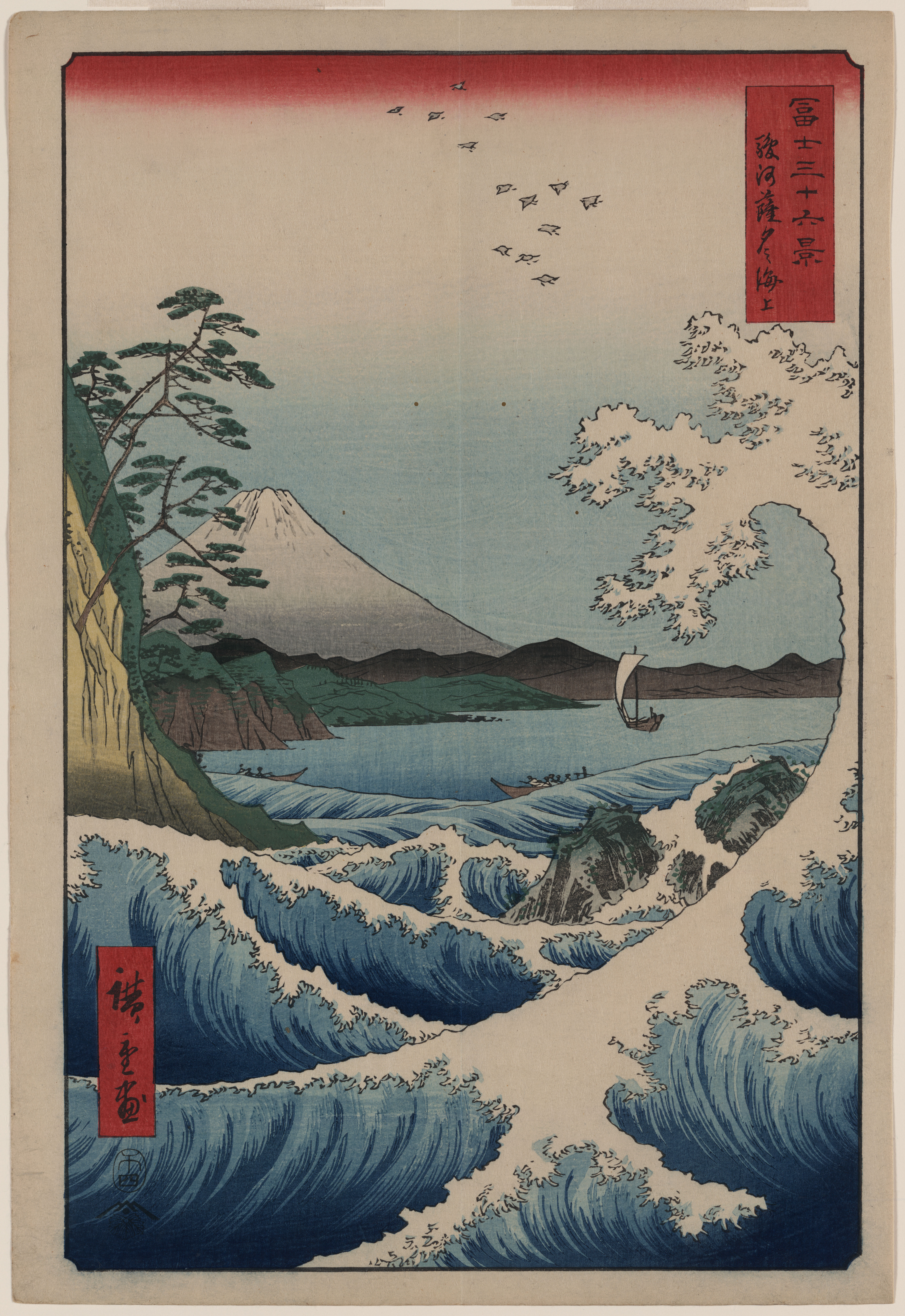
Vista del monte Fuji dal punto di Satta nella Baía di Suruga (1858), Hiroshige (xilografia)

Trentasei vedute del Monte Fuji (富士三十六景?, Fuji Sanju-rokkei) è il titolo di due serie ukiyo-e di xilografie policrome dell'artista giapponese Utagawa Hiroshige, che rappresentano il Fuji in condizioni meteorologiche e stagioni diverse da posti e distanze variabili. La serie del 1852 è orizzontale, la serie del 1858 utilizza un orientamento verticale. Lo stesso tema era stato trattato da Hokusai in due serie proprie, Trentasei vedute del Monte Fuji e Cento vedute del Monte Fuji.

## Storia
Il Fuji è un soggetto molto popolare nell'arte giapponese per il suo significato culturale e religioso, esistono parecchie serie sullo stesso tema e la più celebre di queste è quella di Hokusai con le sue Trentasei vedute del Monte Fuji.
Ognuna delle immagini fu creata tramite un processo nel quale un'immagine su carta veniva utilizzata come guida per l'intaglio su legno. Il blocco di legno veniva successivamente coperto di inchiostro e applicato su carta per creare l'immagine. La complessità delle immagini è dovuta anche alla grande quantità di colori impiegati, che richiedeva l'utilizzo di una serie di blocchi di legno per ognuno dei colori utilizzati nelle immagini.